# Poggio delle Vecchiette
Il poggio delle Vecchiette (1186 m) è una montagna dell'alto Appennino bolognese, situata nel territorio comunale di Camugnano.
Si trova di poco spostata verso nord-est rispetto al vicino monte della Scoperta e a poca distanza dal confine con la Toscana. La sua vetta brulla e scoperta stride con le pendici invece boscose e rigogliose che accompagnano la discesa del principale corso d'acqua che ha origine dal complesso, il rio Canal dell'Inferno, che tributa nel torrente Brasimone poco prima che questo si getti nell'omonimo bacino.